# Arbois
Arbois este o comună franceză, situată în departamentul Jura, regiunea culturală și istorică Franche-Comté în regiunea Bourgogne-Franche-Comté.
Capitală a vinurilor din Jura, Arbois a fost prima denumire de origine controlată (AOC) din Franța, încă din 1936, sub denumirea Arbois (AOC). Numele său ar proveni din cuvintele celtice ar și bos, care înseamnă „pământ fertil”.
Arbois este un pol cultural, turistic și gastronomic important în regiunea Franche-Comté, având aproximativ zece clădiri protejate ca monumente istorice, trei muzee, numeroase hoteluri și restaurante renumite, mari domenii viticole și un cadru natural deosebit, favorabil drumețiilor.
Arbois își datorează, de asemenea, renumele lui Louis Pasteur, care s-a mutat aici împreună cu familia sa în 1830, la vârsta de opt ani. După ce a moștenit casa familială, și-a instalat un laborator în care a realizat experimente pe viță-de-vie pentru a dezvolta procedeul de pasteurizare.

## Geografie
Afișând o altitudine care variază între 246 și 613 metri, ea se află la marginea masivului Jura, în inima podgoriei Jura și la intrarea unei reculée (vale înfundată) înconjurate de stânci abrupte.
Comuna Arbois este situată în Franche-Comté, în nord-estul departamentului Jura. Cele mai apropiate orașe mari sunt Besançon, reședința departamentului Doubs, situat la 42 km în linie dreaptă spre nord-est, Dijon, capitala regiunii, aflat la 72 km spre nord-vest, și orașele elvețiene Lausanne, la 78 km spre sud-vest, și Geneva, la 83 km spre sud. Capitala Franței, Paris, se află la 335 km spre nord-vest. Arbois este situat la 30 km nord-est de Lons-le-Saunier, reședința departamentului Jura, și la 30 km sud-est de Dole, sub-prefectură și cel mai populat oraș al departamentului.

### Comune limitrofe
| Grozon           | Vadans Villette-lès-Arbois Montigny-lès-Arsures | Aiglepierre Pretin              |
| Buvilly Pupillin |                                                 | Mesnay Les Planches-près-Arbois |
|                  | Poligny Molain                                  | La Châtelaine                   |

Suprafața comunei este de 4.542 de hectare; altitudinea sa variază între 246 și 613 metri. Punctul cel mai jos se află în locul unde râul Cuisance părăsește teritoriul comunei, iar punctul cel mai înalt este situat în sudul comunei, în pădurea din Arbois, în locul numit Côte de Pierre Encise. Centrul orașului, situat la o altitudine cuprinsă între 270 și 310 metri, este dominat la sud de promontoriul numit Ermitage (425 metri).
Arbois face parte din regiunea Revermont, deoarece se află la poalele primului platou al Masivului Jura, la ieșirea din valea Planches, unde își are izvorul râul Cuisance. Împreună cu Salins-les-Bains și Poligny, forma ceea ce se numea „Ținutul Revermont”. Primele pante ale platoului Jura sunt dedicate podgoriilor, iar pădurea acoperă partea superioară a platoului și versanții (în ubac).

### Hidrografie
Arbois este străbătut de râul Cuisance, cu o lungime de 32,2 km, care își are izvorul în valea Arbois și parcurge teritoriul comunei pe aproximativ zece kilometri. Râul Javel, cu o lungime de 3,15 km, izvorăște la est, în comuna Mesnay, și se varsă în Cuisance la Arbois. Centrul orașului s-a dezvoltat în principal între aceste două cursuri de apă. Glanon, un pârâu de 6,7 km care izvorăște în comuna Pupillin, la sud de Arbois, traversează parțial partea vestică a comunei. Râul Orgevaux este un alt afluent al Cuisance și parcurge 3,18 km exclusiv pe teritoriul comunei Arbois. Alte cursuri de apă minore care traversează comuna sunt: pârâul Saint-Jean, pârâul Pupillin, pârâul Gaillardon și pârâul Sorbief.

## Climă
În 2010, climatul comunei era de tip montan, conform unui studiu al Centrului Național de Cercetare Științifică (CNRS), bazat pe o serie de date ce acoperă perioada 1971-2000. În 2020, Météo-France a publicat o tipologie a climei din Franța metropolitană, conform căreia comuna este expusă unui climat montan sau de margine montană și se află în regiunea climatică Jura. Aceasta este caracterizată printr-o pluviozitate ridicată în toate anotimpurile (1 000 până la 1 500 mm/an), ierni aspre și o însorire redusă.
Pentru perioada 1971-2000, temperatura anuală medie este de 10,8 °C, cu o amplitudine termică anuală de 17,5 °C. Cumulul anual mediu de precipitații este de 1262 mm, cu 12,9 zile de precipitații în ianuarie și 9,1 zile în iulie. Pentru perioada 1991-2020, temperatura medie anuală observată la stația meteorologică Météo-France situată în comună este de 11,7 °C, iar cumulul anual mediu de precipitații este de 1202,6 mm.
Parametrii climatici ai comunei au fost estimați pentru mijlocul secolului (2041-2070) conform diferitelor scenarii de emisie de gaze cu efect de seră, bazate pe noile proiecții climatice de referință DRIAS-2020. Aceștia pot fi consultați pe un site dedicat publicat de Météo-France în noiembrie 2022.

## Urbanism

### Tipologie
La 1 ianuarie 2024, Arbois este clasificată drept târg rural, conform noii grile comunale de densitate cu șapte niveluri, definită de INSEE (Institutul Național de Statistică și Studii Economice) în 2022. Face parte din unitatea urbană Arbois, o aglomerație intra-departamentală care reunește două comune, dintre care ea este orașul-centru. De asemenea, comuna face parte din zona metropolitană a Arbois, în care este comuna-centru. Această arie, care reunește 16 comune, este clasificată în categoria ariilor cu mai puțin de 50.000 de locuitori.

### Utilizarea terenurilor
Ocupația solurilor din comună, așa cum reiese din baza de date europeană privind ocupația biofizică a solurilor Corine Land Cover (CLC), este marcată de importanța pădurilor și a mediilor seminaturale (48,9 % în 2018), în scădere față de 1990 (49,7 %). Repartiția detaliată în 2018 este următoarea: păduri (48,3 %), culturi permanente (17,7 %), terenuri arabile (9,8 %), zone agricole eterogene (9,6 %), pajiști (9 %), zone urbanizate (4,2 %), zone industriale sau comerciale și rețele de comunicație (0,9 %), medii cu vegetație arbustivă și/sau ierboasă (0,5 %). Evoluția ocupării terenurilor în comună și a infrastructurilor sale poate fi observată pe diferitele reprezentări cartografice ale teritoriului: harta Cassini (secolul XVIII), harta de stat-major (1820-1866) și hărțile sau fotografiile aeriene ale IGN pentru perioada actuală (1950 până în prezent).

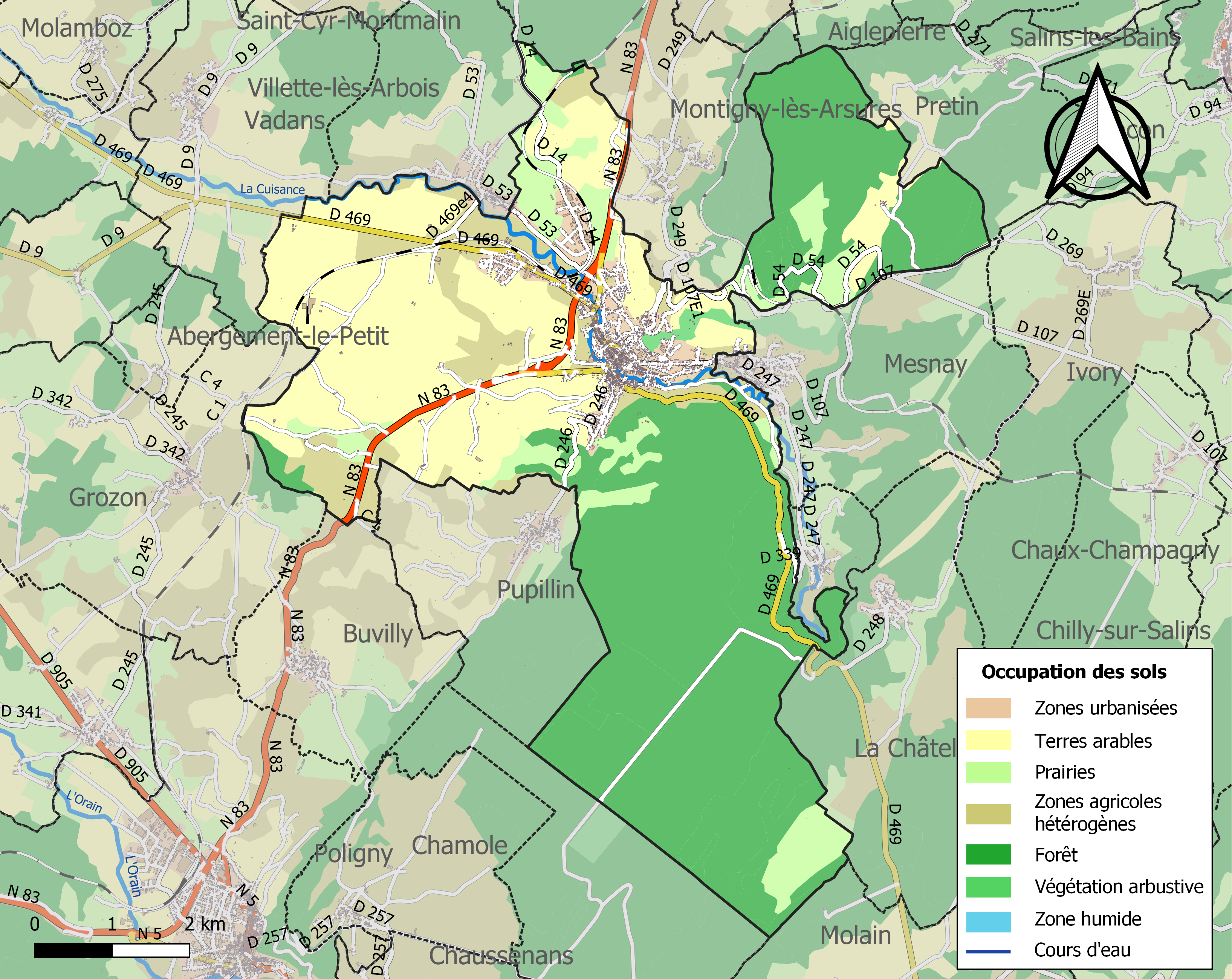
Harta infrastructurii și utilizării terenului a comunei în 2018 (CLC).

## Transport și căi de comunicație

### Infrastructură rutieră
Comuna Arbois este traversată pe un ax nord-sud de drumul național 83, cu o lungime de 57 km, care leagă Besançon de autostrada A39, realizând joncțiunea între drumul național 57 și autostrada A391. Nodul rutier de autostradă cel mai apropiat este situat la 21 de kilometri sud-vest pe șosea, fiind ieșirea nr. 7 Bersaillin de pe A39, numită autostrada verde (Dijon–Bourg-en-Bresse). Drumul departamental 469 este al doilea ax rutier important care permite, din Arbois, să se ajungă la Dole la nord-vest și la Champagnole la sud-est. Drumul departamental D107 pleacă din comună spre est pentru a ajunge la Pontarlier și Elveția. În sfârșit, o rețea de drumuri secundare permite legătura Arbois cu comunele învecinate: drumul departamental 246 spre sud către Pupillin, drumul departamental 53 spre vest către Villette-lès-Arbois, drumul departamental 14 spre nord către Villeneuve-d’Aval și Villers-Farlay, și drumul departamental 339 spre sud către Les Planches-près-Arbois.

### Legături feroviare și aeriene

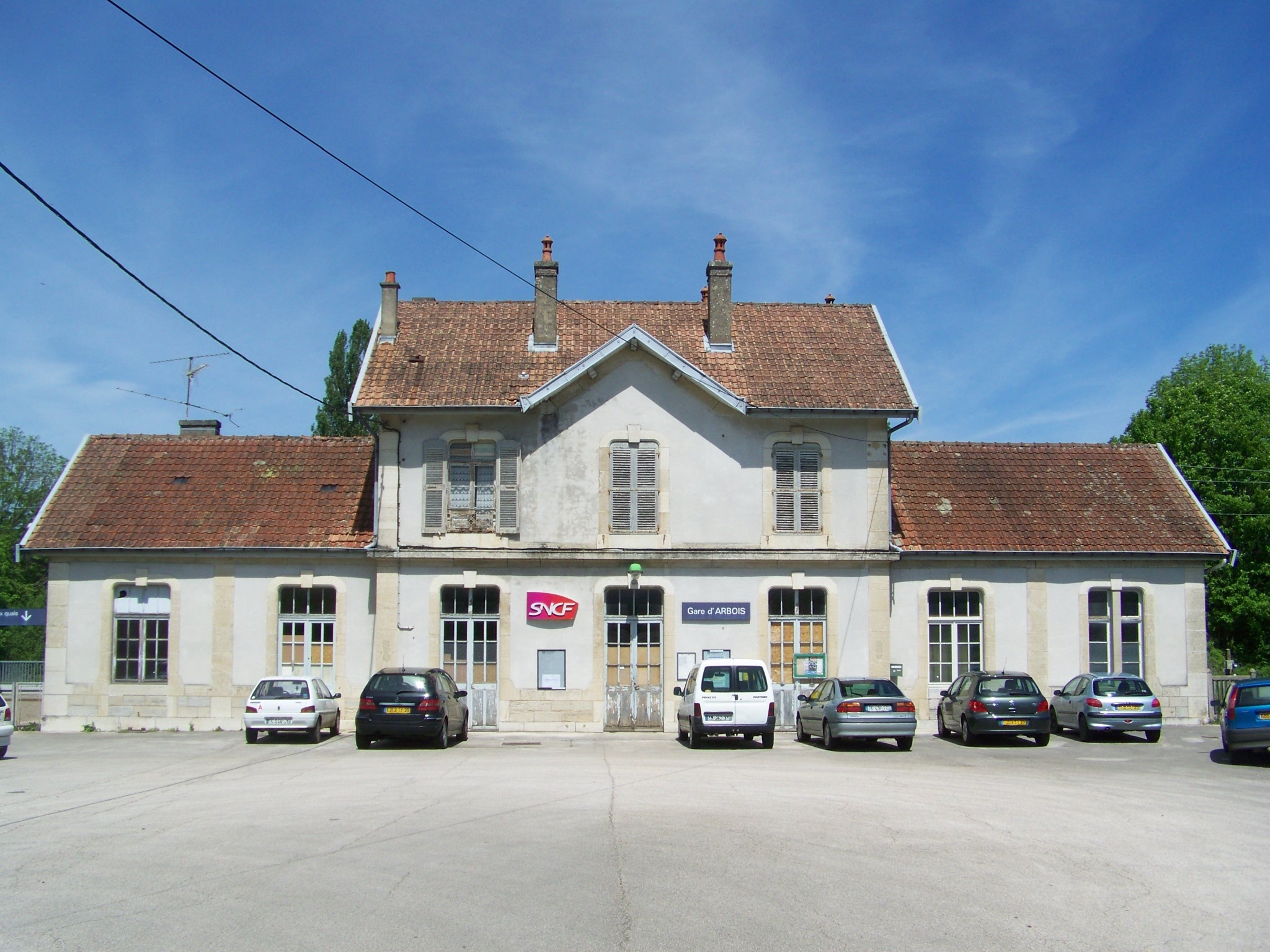
Gara SNCF din Arbois.

Gara din Arbois, situată pe linia Mouchard–Bourg-en-Bresse, este deservită zilnic de trenuri ale rețelei TER Bourgogne–Franche-Comté care o leagă direct de gările Belfort, Besançon-Viotte, Bourg-en-Bresse, Lons-le-Saunier, Lyon-Part-Dieu și Lyon-Perrache. Timpul de parcurs cel mai scurt este de aproximativ 0 h 40 până la gara Besançon-Viotte și de 0 h 30 până la gara Lons-le-Saunier. În plus, gara din Mouchard, situată la 10 minute de cea din Arbois, este deservită de TGV Lyria de la Paris-Gare de Lyon la Lausanne și de trenuri TER cu destinația Dole-Ville, Pontarlier și Saint-Claude. Călătoria cea mai scurtă de la Paris la Arbois, cu corespondență la Mouchard, este de aproximativ 2 h 30. Comuna dispunea de un aerodrom cu o pistă cu utilizare restrânsă, care a fost închis în 2011. Cel mai apropiat aeroport francez este cel din Dole-Jura (35 km), în timp ce aeroporturile internaționale situate într-un perimetru de 200 de kilometri sunt aeroportul din Geneva (109 km pe șosea), aeroportul din Berna (170 km) și aeroportul Lyon-Saint Exupéry (183 km).

## Toponimie
În anumite regiuni precum Vosges, termenul arbois este folosit pentru a desemna cytise (Laburnum anagyroides), o plantă comună în zonele montane.
Aceste interpretări diferite sugerează o convergență în jurul pământului și vegetației regiunii.

## Istorie

### Preistorie
Istoria Arbois începe cu mult înaintea primelor relatări scrise, cu urme de ocupație umană datând din Paleolitic.

#### Paleolitic
Cele mai vechi urme de ocupație din regiunea Arbois datează din Paleoliticul final, adică aproximativ între 12.300 și 9.700 î.Hr. Săpăturile efectuate în zona ZAC de l’Ethole au permis descoperirea unor unelte litice, în principal din cremene, folosite de vânătorii-culegători ai acelei epoci pentru a prinde mari erbivore precum bourii și cerbii.

#### Mezolitic
În timpul Mezoliticului, Arbois devine un sit de interes pentru grupuri de vânători-culegători care stabileau tabere temporare în valea Cuisance. Situl de la Ethole prezintă urme de locuire cu vetre, unelte de vânătoare sofisticate, cum ar fi vârfuri de săgeți, și resturi de animale. În timpul săpăturilor, s-a constatat că mai multe tabere erau localizate în zona Ethole. Cea mai veche datează din anul 7500 î.Hr., cu o a doua fază de ocupare datată la 6500 î.Hr. Potrivit lui Frédéric Seara, conservator regional de arheologie la Direcția regională pentru afaceri culturale (DRAC) Grand Est, se pot imagina grupuri de aproximativ cincisprezece indivizi care se instalau pentru vânătoare. Aceștia vânau în împrejurimi bouri, mistreți și căprioare.

#### Neolitic
Începând cu Neoliticul (5000 – 2200 î.Hr.), regiunea cunoaște apariția primelor practici agricole. Locuitorii încep să cultive pământul și să crească animale. Au fost descoperite vestigii de ceramică și structuri domestice, care atestă o viață sedentară.

#### Epoca Bronzului
Epoca Bronzului (2200 – 800 î.Hr.) este marcată de apariția unor mici comunități sedentare. Au fost descoperite structuri de locuire, inclusiv grămezi pe stilturi, precum și artefacte din cupru la Arbois, sugerând o organizare socială mai complexă. Riturile funerare din această perioadă sunt de asemenea bine documentate, cu tumuli în pădurea Moidons.

### Antichitate
Deși perioada antichității la Arbois este mai puțin documentată decât alte epoci, săpăturile arheologice au scos la iveală dovezi ale influenței romane asupra regiunii. Au fost descoperite monede romane și fragmente de ceramică sigilată (o ceramică galo-romană caracterizată prin glazura sa roșie lucioasă), ceea ce atestă prezența romană în zonă. Aceste artefacte indică faptul că Arbois făcea parte din rețelele comerciale romane, în special datorită poziției sale în apropierea rutelor care legau Lyonul de alte părți ale Galiei romane.
Vinurile din Arbois, renumite pentru calitatea lor, erau deja cunoscute de romani, ceea ce arată că viticultura în regiune datează din epoca romană. Au fost descoperite și amfore folosite pentru transportul vinului, confirmând importanța vinului în comerțul local și regional din acea perioadă.
Aceste descoperiri sugerează că Arbois, deși era o localitate mică în acea perioadă, se bucura de o anumită prosperitate datorită agriculturii sale și conexiunii cu marile rute comerciale ale Imperiului Roman, precum Via Agrippa, care lega Lyonul de Boulogne-sur-Mer, trecând prin orașe importante ale Galiei.

### Evul Mediu
Până în anul 1260, Arbois a fost o „villa”, adică un târg fără apărare. Începând cu această dată, orașul a început să fie înconjurat de ziduri fortificate străpunse de cinci porți, a căror construcție a durat aproximativ zece ani. Aceste fortificații atestă importanța tot mai mare a orașului în cadrul Comitatului Burgundiei.

#### Asediile Arboisului
Orașul Arbois a fost asediat de mai multe ori, în special în timpul Războiului de o Sută de Ani și în timpul conflictelor dintre Franța și Sfântul Imperiu Roman de Națiune Germană pentru controlul asupra regiunii Franche-Comté.
Primul asediu important al orașului Arbois a avut loc în anul 1364, când niște „routiers” (mercenari itineranți) au încercat să cucerească orașul. Totuși, atacul lor a eșuat, iar Arbois a reușit să respingă acești invadatori.
După moartea lui Carol cel Temeriar în 1477, regele Franței, Ludovic XI, a lansat o serie de atacuri pentru a cuceri Franche-Comté, aflată atunci sub dominație burgundă. În 1479, trupele lui Ludovic XI au asediat Arbois. Acest prim asediu a fost un eșec, în ciuda trimiterii lui Charles d'Amboise pentru a conduce operațiunile. Locuitorii orașului, întăriți de sătenii din împrejurimi, au arătat o rezistență puternică, iar forțele franceze au fost nevoite să se retragă după pierderi grele.
Ludovic XI a ordonat un al doilea asalt asupra Arbois în același an. Trupele franceze au dat dovadă de o mare brutalitate, dar din nou, orașul a rezistat cu tărie. Deși apărătorii au suferit pierderi importante, aceștia au reușit să mențină asediatorii la distanță, obligând forțele lui Charles d'Amboise să se retragă.

#### Uniune și conflicte
Istoria Arboisului este strâns legată de marile tulburări politice din Comitatul de Burgundia. Începând cu secolul al XIV-lea, comitatul a fost integrat alternativ în alianțe germane și franceze, în special prin căsătorii regale. Unirea comitatului cu ducatul Burgundiei a durat mai mult de 150 de ani, până la moartea lui Carol cel Temeriar. Lupta dintre Franța și Habsburgi pentru controlul asupra Franche-Comté a culminat la sfârșitul secolului al XV-lea, marcând decenii de conflicte pentru orașul Arbois.
Arbois a rezistat mai multor atacuri înainte ca Franche-Comté să fie definitiv anexată de Franța sub domnia lui Ludovic al XIV-lea, în urma Tratatului de la Nijmegen din 1678.

### Epoca modernă
- În august 1595, după un asediu de câteva zile, orașul este cucerit de trupele franceze (5.000 de oameni și artilerie) ale mareșalului de Biron (Charles de Gontaut). Populația din Arbois, care refuza să se predea și nu era protejată de nicio garnizoană, nu a putut rezista în fața tunurilor. Au fost comise abuzuri de către francezi. Henric al IV-lea, ajuns pe 9 august, nu face nimic pentru a pune capăt acestora. Chiar cere plata unei răscumpărări. Regele Franței îl face să fie spânzurat pe căpitanul Jean (sau Joseph) Morel, supranumit Capitaine Prince, apărătorul orașului, la cererea lui Antoine d'Aumont, fiul lui Jean VI d'Aumont, care făcea parte din statul major al mareșalului de Biron. Ei îi reproșau lui Morel apărarea slabă a castelului lor de la Étrabonne, care fusese cucerit de Louis de Beauvau de Tremblecourt cu puțin timp înainte[26].
- Sub domnia lui Ludovic al XIII-lea, în timpul războiului de Zece Ani, Arbois susține un nou asediu în 1638: ducele de Longueville cucerește orașul, îl jefuiește și îl incendiază.
- După asediul victorios din 1668 (războiul Devoluției), orașul este din nou cucerit de Ludovic al XIV-lea în timpul celei de-a doua cuceriri: după eșecul lui François de La Mothe-Villebret din martie 1674[27], francezii câștigă pe 10 iunie același an. Fortificațiile sunt demolate.
- Prin Tratatul de la Nijmegen din 1678, Franche-Comté devine franceză.
- În timpul Revoluției, preotul din Arbois, Ignace, François, Xavier Bruet, participă la Statele Generale din 1789.
- Jean-Charles Pichegru, originar din acest oraș, se face remarcat în timpul războaielor Revoluției. Acuzat de trădare și închis, este găsit mort în celula sa.

### Epoca contemporană
- În 1834, o insurgență izbucnește în sprijinul revoltei Canuts[28] (Săptămâna Sângeroasă); viticultorii proclamă pe 13 aprilie Republica Arbois, iar pe 14 aprilie marchează drumul spre Poligny pentru a captura un depozit de pulbere. Când subprefectul le cere să îi spună cine este conducătorul lor, răspund în patois local cu celebra formulă: „Mo foi, monsue le sous-préfet, no sin tous tsefs” („Pe cuvântul meu, domnule subprefect, suntem cu toții lideri”)[29]. Ordinea este restabilită câteva zile mai târziu. Această replică impertinentă, care a stârnit multă vâlvă, este preluată la Lyon în timpul audienței din 16 iunie 1835, când unul dintre Canuts a fost co-acuzat pentru tulburările din aprilie 1834[30]. Fraza este adesea citată greșit, atribuindu-se apărătorilor din timpul unuia dintre asediile Arboisului din secolele XVI sau XVII, sau chiar din timpul unui dintre asediile Dole.
- În secolul XIX, vinul și meșteșugurile au fost activități importante în oraș.
- În secolul XX, orașul a cunoscut dezvoltarea unor noi industrii și apariția de noi cartiere.
- În timpul celui de-al Doilea Război Mondial, cantonul Arbois, un centru al Rezistenței interioare franceze, se afla la granița liniei de demarcație, care trecea la câțiva kilometri la sud de comuna situată în zona ocupată.

## Populația și societatea

### Date demografice
Evoluția numărului de locuitori este cunoscută prin recensămintele populației efectuate în comuna respectivă începând din 1793. Pentru comunele cu mai puțin de 10 000 de locuitori, un recensământ al întregii populații este realizat la fiecare cinci ani, populațiile legale pentru anii intermediari fiind estimate prin interpolare sau extrapolare. Pentru comuna respectivă, primul recensământ exhaustiv în cadrul noului dispozitiv a fost realizat în 2004.
În 2022, comuna număra 3 146 locuitori, în scădere cu -6,09 % față de 2016 (Jura: -0,81 %, Franța fără Mayotte: +2,11 %).
| An        | 1793  | 1821  | 1841  | 1856  | 1876  | 1886  | 1901  | 1921  | 1936  | 1962  | 1982  | 2006  | 2014  | 2022  |
| --------- | ----- | ----- | ----- | ----- | ----- | ----- | ----- | ----- | ----- | ----- | ----- | ----- | ----- | ----- |
| Populație | 6 649 | 6 424 | 7 002 | 6 007 | 5 027 | 4 666 | 4 209 | 3 475 | 3 627 | 3 960 | 3 998 | 3 509 | 3 463 | 3 146 |

## Cultura și patrimoniul
Bogăția patrimoniului și culturii din Arbois îi permite să beneficieze de eticheta de „Cité de Caractère” a regiunii Bourgogne-Franche-Comté.

### Locuri și monumente

#### Monumente istorice

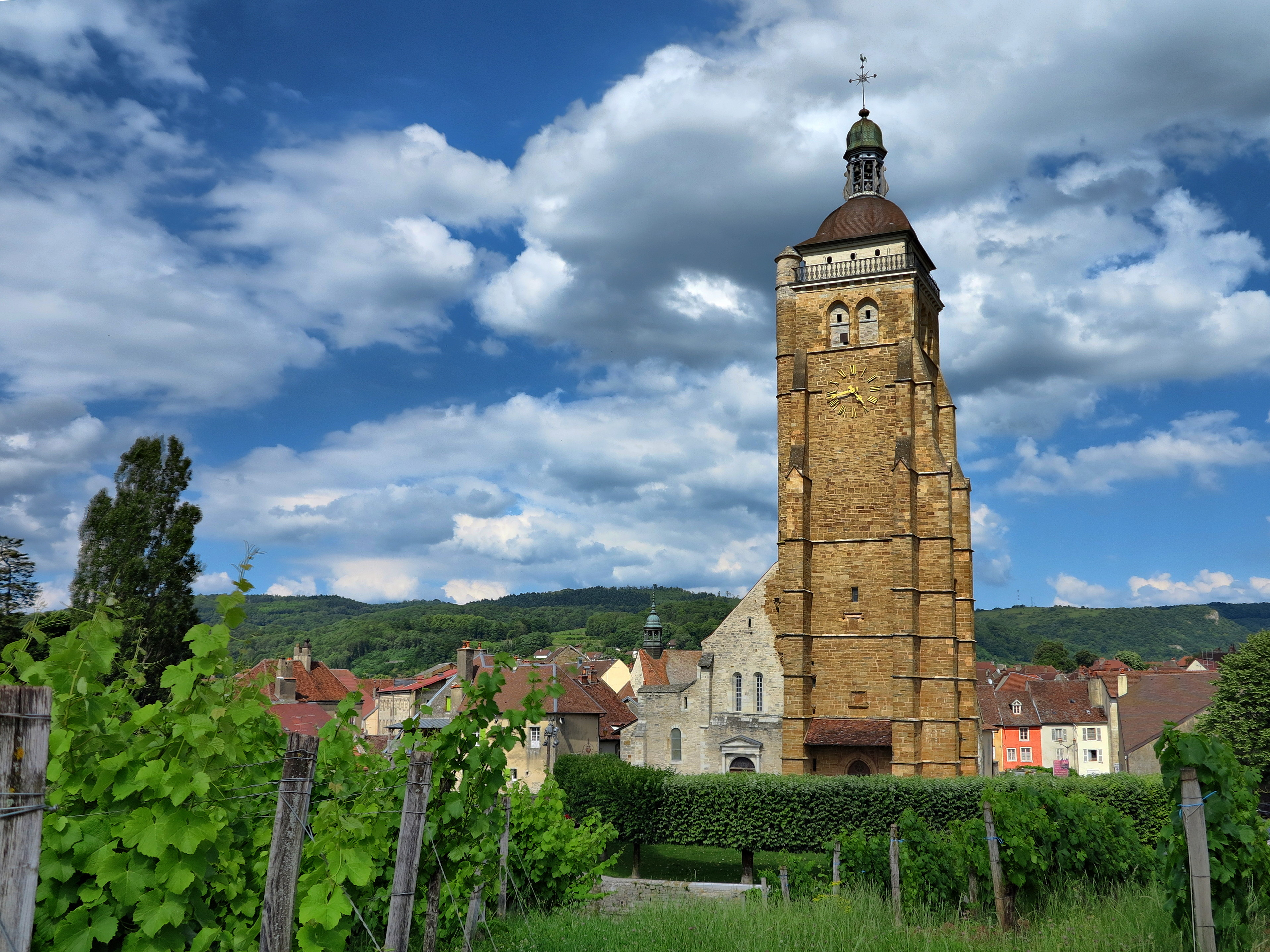
Biserica Saint-Just.

- Biserica Saint-Just (sec. XII-XVI-XVIII), rue du Souvenir, clasată drept monument istoric din 1913[37].
- Turnul Gloriette (sec. XVI), rue de la Tour, înscris drept monument istoric din 1927[38].
- Casa lui Louis Pasteur (sec. XVIII), rue de Courcelles, clasată drept monument istoric din 1937[4];
- Casa Brand (sec. XIV), rue de Bourgogne, al cărei pivniță este înscrisă drept monument istoric din 1941[39].
- Hotelul de Broissia (sec. XIX), Grande-Rue, înscris drept monument istoric din 1941[40].
- Castelul Pécauld (sec. XVI), actualul muzeu al vinului, înscris drept monument istoric din 1988[41].
- Castelul Bontemps (sec. XV), rue du Vieux-Château, înscris drept monument istoric din 1989[42].
- Clădirile Ursulinelor, construite între 1764 și 1768 (sec. XVIII), au fost vândute drept bun național după Revoluție. Achiziționate de municipalitate, acestea au găzduit primăria și un tribunal începând din 1802. Fațada și acoperișul fostei capele sunt clasificate drept monument istoric din 1995[43], iar mai multe elemente ale primăriei au fost înscrise încă din 1993, inclusiv sala căsătoriilor, cele două scări (construite în 1865), fostul încălzitor, pivnițele, pereții pilastrați și bolțile.
- Locuința cunoscută sub denumirea „Château” (sec. XVIII), rue de Verreux, parțial înscrisă drept monument istoric din 1997[44].
- Casa generalului și baronului Delort (sec. XVIII), rue de la Faïencerie, înscrisă drept monument istoric din 2006[45].

#### Patrimoniu religios
- Capela Notre-Dame Libératrice (sec. XVII), la Ermitaj (avenue Louis-Pasteur).
- Fosta colegială Notre-Dame (sec. XIV-XVIII), situată rue Notre-Dame, a fost construită începând din 1384 datorită legatelor lui Philippe d'Arbois, episcop de Tournai, și restaurată de mai multe ori ulterior. După Revoluție, a fost transformată într-o piață de cereale în 1802, iar în prezent este o sală de festivități cunoscută sub numele de Espace Pasteur.

#### Patrimoniu civil
- Hôtel d'Achey (sec. XVII), apoi Sarret de Grozon (sec. XIX), Grande Rue, actualul muzeu de artă expunând, printre altele, tablouri de Gustave Courbet.
- Podul Capucinilor: pod pietonal din sec. XVIII cu două arcade peste Cuisance.
- Morile Béchet (sec. XVIII), avenue Louis-Pasteur, înscrise în IGPC (Inventarul general al patrimoniului cultural) din 1996[46].
- Fântâna Leilor (sec. XIX), piața Libertății.
- Fântână (sec. XIX), rue de Courcelles.
- Cooperativă (sec. XIX), rue Jean-Jaurès, înscrisă în IGPC din 1996[47].
- Centrală hidroenergetică (începutul sec. XX), rue des Familiers, înscrisă în IGPC din 1996[48].
- Belvedere de l'Ermitage (sec. XX).

### Personalități
- Jean-Charles Pichegru (1761–1804), general, comandant suprem al Armatei Rinului, deputat de Jura;
- André Baud (1879–1950), om politic.
- Louis Pasteur (1822–1895), chimist, fizician, microbiolog. A copilărit și a locuit la Arbois.
- Joseph Nechvatal (n. 1951), pictor, doctor în filozofia artei și în noile tehnologii, profesor la School of Visual Arts din New York. A dezvoltat un program de viruși informatici, în casa Pasteur, în timpul șederii sale la Arbois, între 1990 și 1993.
- Jean-Claude Pirotte (1939–2014), scriitor și poet.

## Înfrățiri
- Germania - Hausach (din 1974)
- Burkina Faso - Douroula (din 1987)
- România - Panciu (din 1991)